# Демяновский, Валентин Александрович
Демяновский Валентин Александрович (Демьяновский ) — русский петербургский архитектор, землемер Городской управы Санкт-Петербурга.

## Биография
Родился в 1866 году в г. Переяславль. В 1883 году поступил на учёбу в Императорскую Академию художеств (ИАХ), которую окончил в 1890 году. В том же году награждён 2-й серебряной медалью ИАХ, а в 1892 — 1-й серебряной.
5 ноября 1894 года получил звание классного художника 2-й степени. 4 ноября 1896 года по ст. ст. в конференц-зале ИАХ состоялось годичное собрание в присутствии Совета, почётных гостей, ректора ИАХ профессора живописи В. Е. Маковского, вице-президента ИАХ графа И. И. Толстого. По результатам годового экзамена Валентин Демяновский со своими товарищами из мастерской профессора А. И. Томишко за проект военного исторического музея получил звание «художник-архитектор» с правом поездки за рубеж на казённый счёт.
В 1900-х годах исправляет обязанности архитектора детских благотворительных заведений и Александровского лицея. Работает в Императорском Министерстве торговли и промышленности, занимает должность председателя Совета в Охтинском мужском и женском коммерческом училище. «За усердные и безвозмездные труды» по постройке Дома трудолюбия в память рабы Божией Ксении при Смоленском православном кладбище Валентину Демяновскому преподано благословение Святейшего Синода и выдана установленная грамота.
В 1905 году — титулярный советник, на следующий год ему присваивают гражданский чин коллежского асессора. В 1916 году имеет чин коллежского асессора в отставке; по войсковой строительной комиссии ему как художнику-архитектору пожалован Орден Святой Анны 3-й степени.
Пережил февральскую и октябрьскую революции, гражданскую войну и в 1924—1926 гг. проживал в Ленинграде на набережной канала Грибоедова.

## Семья
- Жена — Демяновская Екатерина Григорьевна[8], в 1917 — помощница председателя яслей общества «Национальное кольцо»[9].

## Творчество
Особое место в работе Валентина Александровича занимал Васильевский остров, где он несколько лет проживал:
- в 1892 году он перестраивает доходный дом на Большом пр., 4 / ул. Репина, 19;
- в 1896 г. надстраивает доходный дом на Малом пр., 29;
- в 1897 г. для купца 2-й гильдии Дмитрия Ефимовича Ершова возводит доходный дом в эклектичном стиле на 5-й линии, 52[10];
- в 1899 г. строит доходный дом с включением существовавшего здания на Малом пр., 7;
- в 1900 г. расширяет церковный дом, построенный попечением настоятеля Смоленско-кладбищенской церкви отца Георгия Петрова ещё в конце XVIII — нач. XIX в. на Камской ул., 18[2]. В том же году, в рамках исполнения обязанностей землемера городской управы, утверждает план Смоленского православного кладбища[11];
- по проекту архитектора в 1901—1904 годах в необычном для Петербурга стиле «нарышкинского барокко» на Камской улице, 11, недалеко от Главного входа на Смоленское православное кладбище на месте кухмистерской построен православный храм Светлого Христова Воскресения, в дополнение к двум уже существовавшим тогда кладбищенским церквям.

Архитектор работал и в других частях города:
- в 1892 году выполнена отделка парадной лестницы и Большого библиотечного и Георгиевского залов Главного штаба на Дворцовой пл., 6-10;
- в 1896—1897 построено здание «Нарвского убежища» общества «Ясли» по адресу Нарвский пр., 7;
- в 1890-х перестроена левая часть доходного дома на Садовой улице, 94;
- в 1900 году возведён особняк для А. В. Целибеевой на ул. Некрасова, 14б;
- в 1900—1903 гг. по его проекту построена богадельня им. П. и Л. Елисеевых на пр. Металлистов, 3 / Партизанской ул., 1;
- в 1902 надстроена и расширена угловая часть доходного дома по ул. Куйбышева, 33 / Петроградской наб., 8;
- в 1902—1905 гг. возведён лазарет и корпус для воспитателей Александровского лицея, а также расширено его главное здание (Каменноостровский пр., 21, 23 / ул. Рентгена, 1;
- в 1904 г. по адресу Разъезжая ул., 41 сооружена левая часть доходного дома[2];
- для замены уже существовавшей холодной православной церкви на Преображенском кладбище зимой 1902/1903 гг. по проекту Валентина Александровича начали постройку деревянного шатрового храма в «северном» стиле с колокольней и двумя боковыми приделами в честь свт. Николая и апостолов Петра и Павла, с отдельными входами и отделённых перегородкой. Главный придел был рассчитан на одновременное отпевание до 50 усопших. Храм освятил лаврский архимандрит Софроний 14 августа 1905 года; убранство выполнили члены Общества взаимопомощи русских художников: А. Ф. Афанасьев, А. П. Блазнов, Хотулев и др. Существовал проект Демяновского на каменный храм с пятью приделами, но он реализован не был. Деревянная церковь была закрыта в 1928 году и снесена предположительно в 1932 году[12].

## Адреса
- Васильевский остров (В. О.), Малый пр., дом 19, архитектор и классный художник в Конторе и магазине торгово-технич. представ. с прод. строит. материал. и произв. подряд. работ у Чистяковой Марьи Ивановны, Невский пр., 68 (1895—1896)[13][14];
- В. О., 9 линия, дом 20 (1897—1898), архитектор при СПб училище глухонемых, Гороховая ул., 18-54, Казанская часть, I уч. (1897—1899), художн.-архит. при СПб Городской управе, Невский, 33-1, Спасская часть, II уч. (1898—1899)[15][16][17];
- В. О., 8 линия, дом 27 (1899—1903)[17], Имп. Александровский Лицей, училище глухонемых, гор. управа и Санкт-Петербургское об-во архитекторов[18], Общество попечения о больных и бедных детях (1902)[19], Екатерина Григорьевна Демяновская — жена архитектора; Общество любителей музыки и сценических искусств (1903)[20].
- В. О. 8 линия, 23 (1904—1905), с женой Ек. Григ., архитектор-художник, Имп. Александр. Лицей; СПб Гор. управа; Об-во попеч. о больн. и бедн. детях; Имп. об-во архитекторов; Русское собрание; Славянское благотворительное общество; СПб об-во любителей музыки и сценических искусств[21][22].
- В. О., 8 линия, 37 (1906), архитектор-художник, титулярный советник, с женой Екатериной Григорьевной Демяновской, СПб гор. управа; СПб. сов. дет. пр. В. У. И. М.[8].
- В. О., 8 линия, 41² (1907), архитектор-художник, коллежский асессор, Министерство торговли и промышленности, Гор. управа, СПб совет дет. пр. В. У. И. М., Председатель совета Охтинского муж. и жен. коммерч. училища[23].
- Галерная, 28 (1908—1909), архитектор-художник, коллежский асессор, Мин-во торговли и промышл-ти[24], СПб Городская управа[25].
- Графский пер., 7 (1910), архитектор-художник, коллежский асессор, СПб Городская управа[26].
- Измайловский, 16 (1914), архитектор[27].
- Карповка, 30 (1915—1916), архитектор[28][29].
- Стрельна, Ново-Нарвское шоссе, 38 (1917), архитектор[30], с женой Екатериной Григорьевной[9].
- Канал писателя Грибоедова, 74 (1924—1926)[31][32][33].

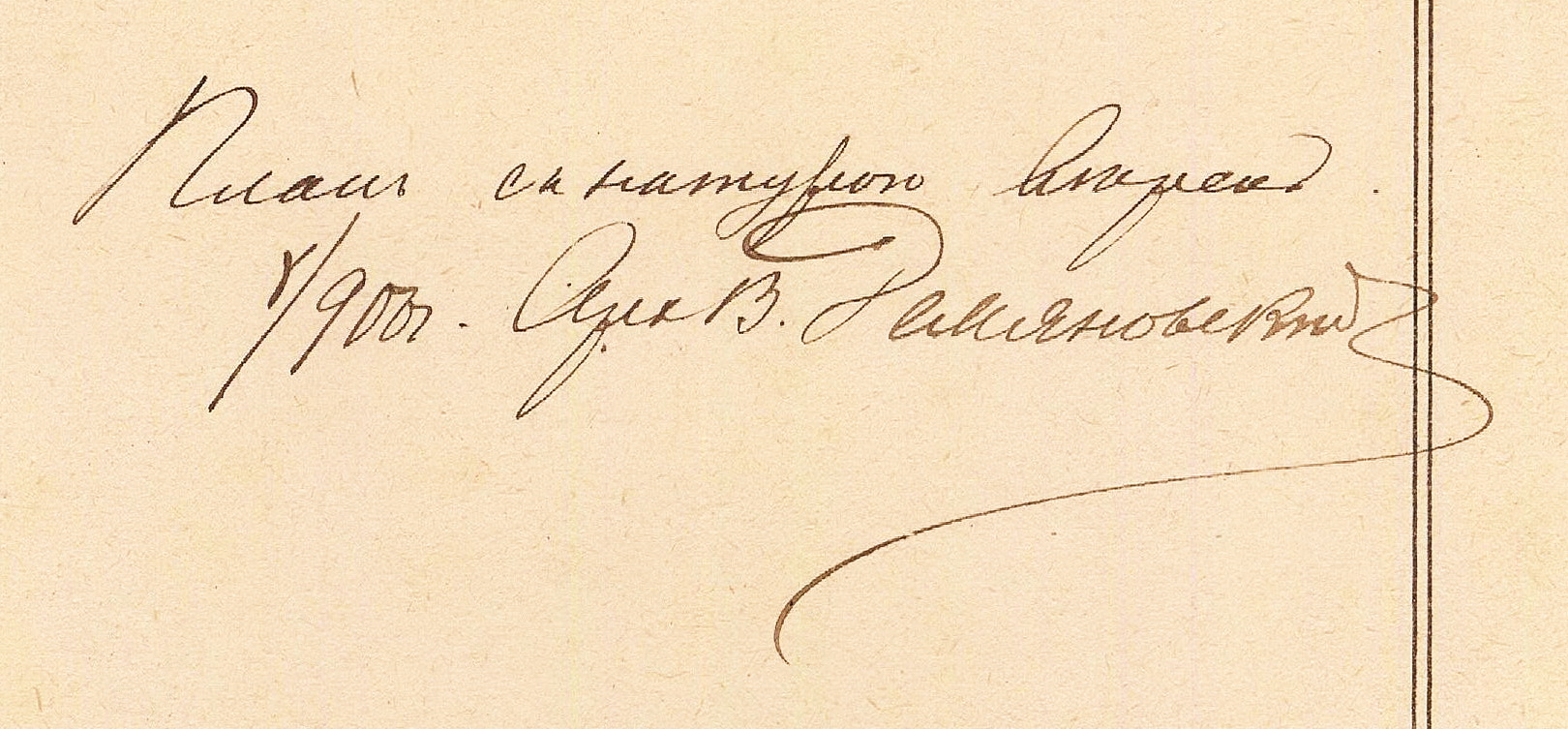
Автограф на плане Смоленского православного кладбища
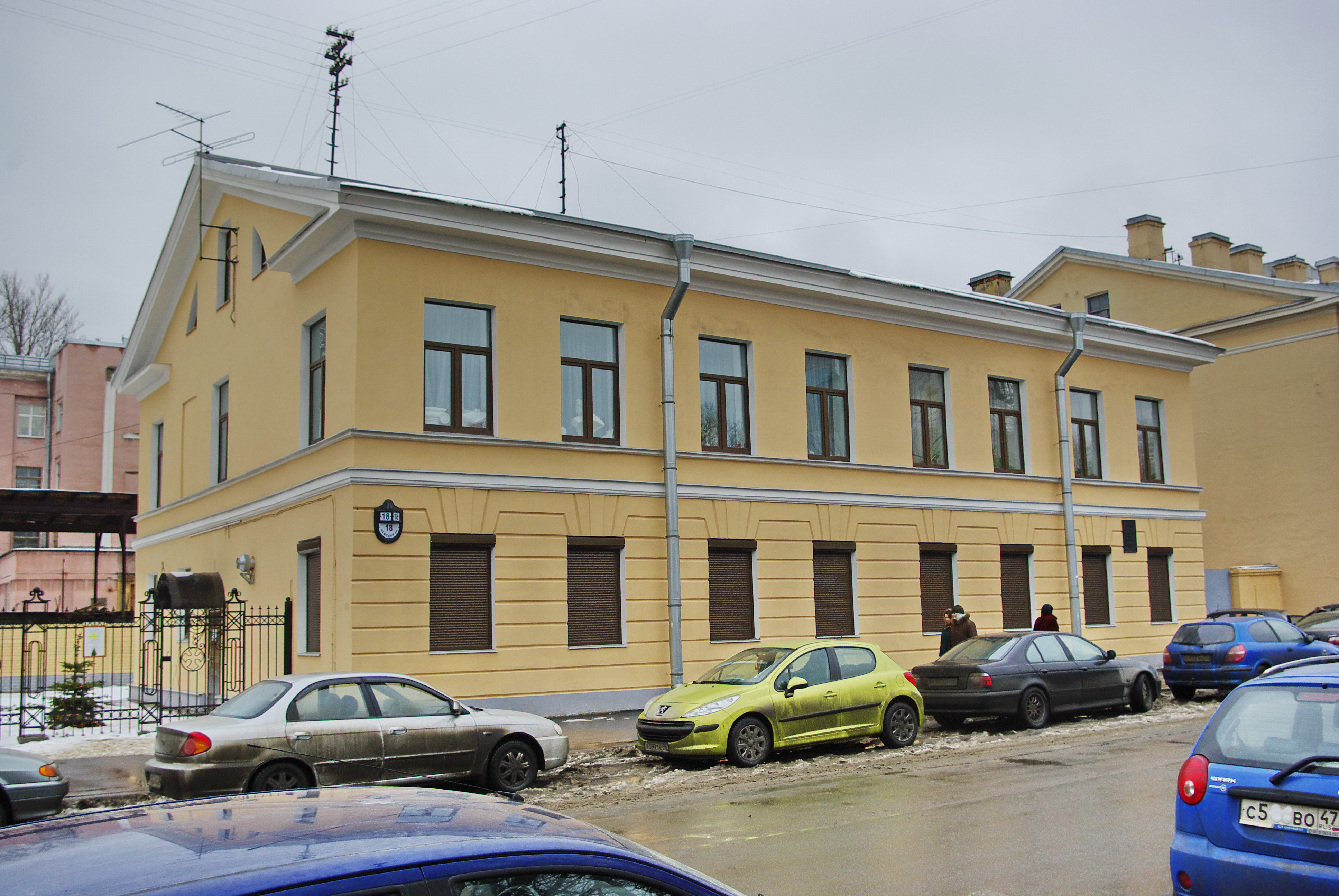
Камская ул., 18
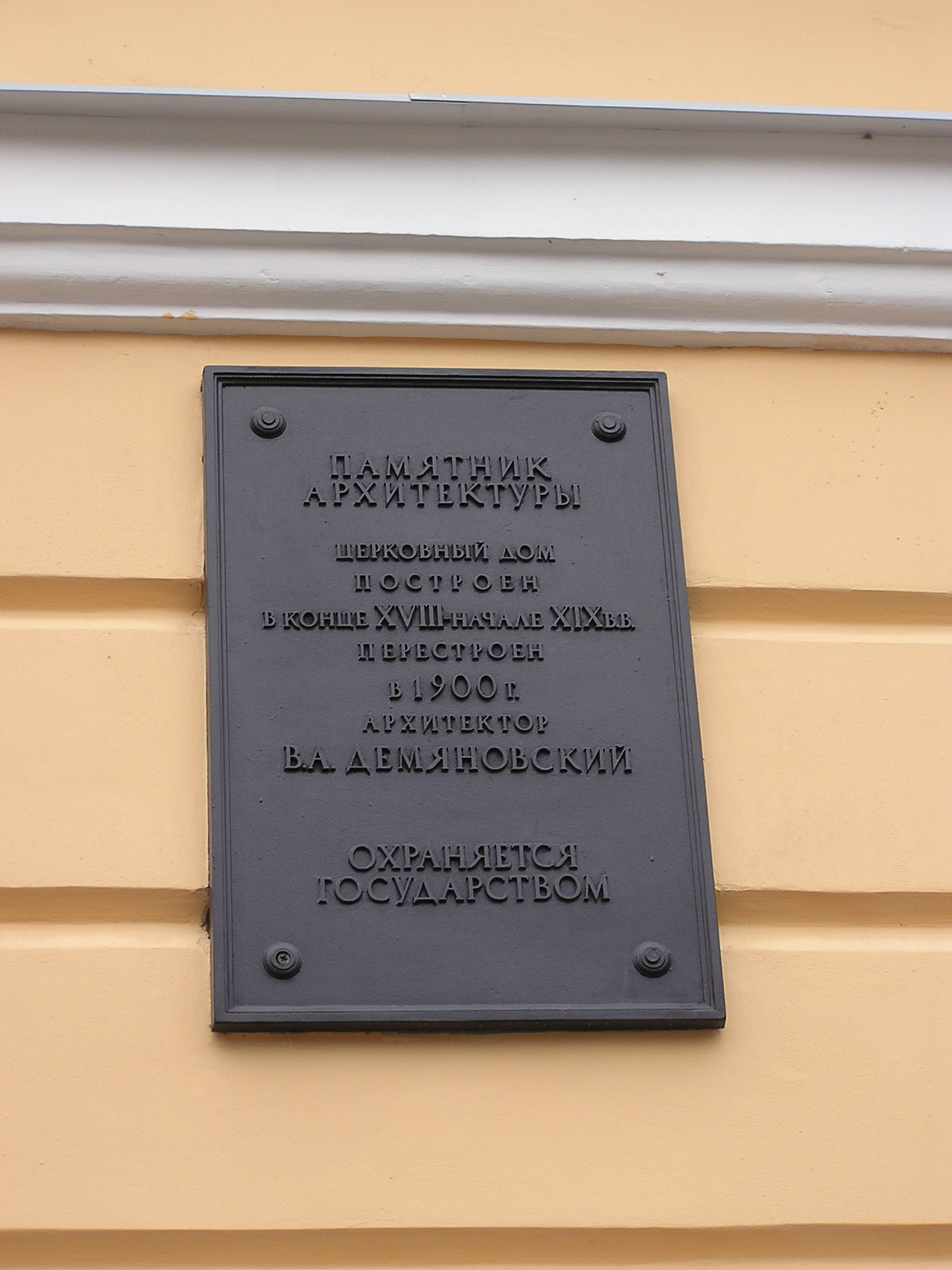
Пам. доска на доме по Камской, 18
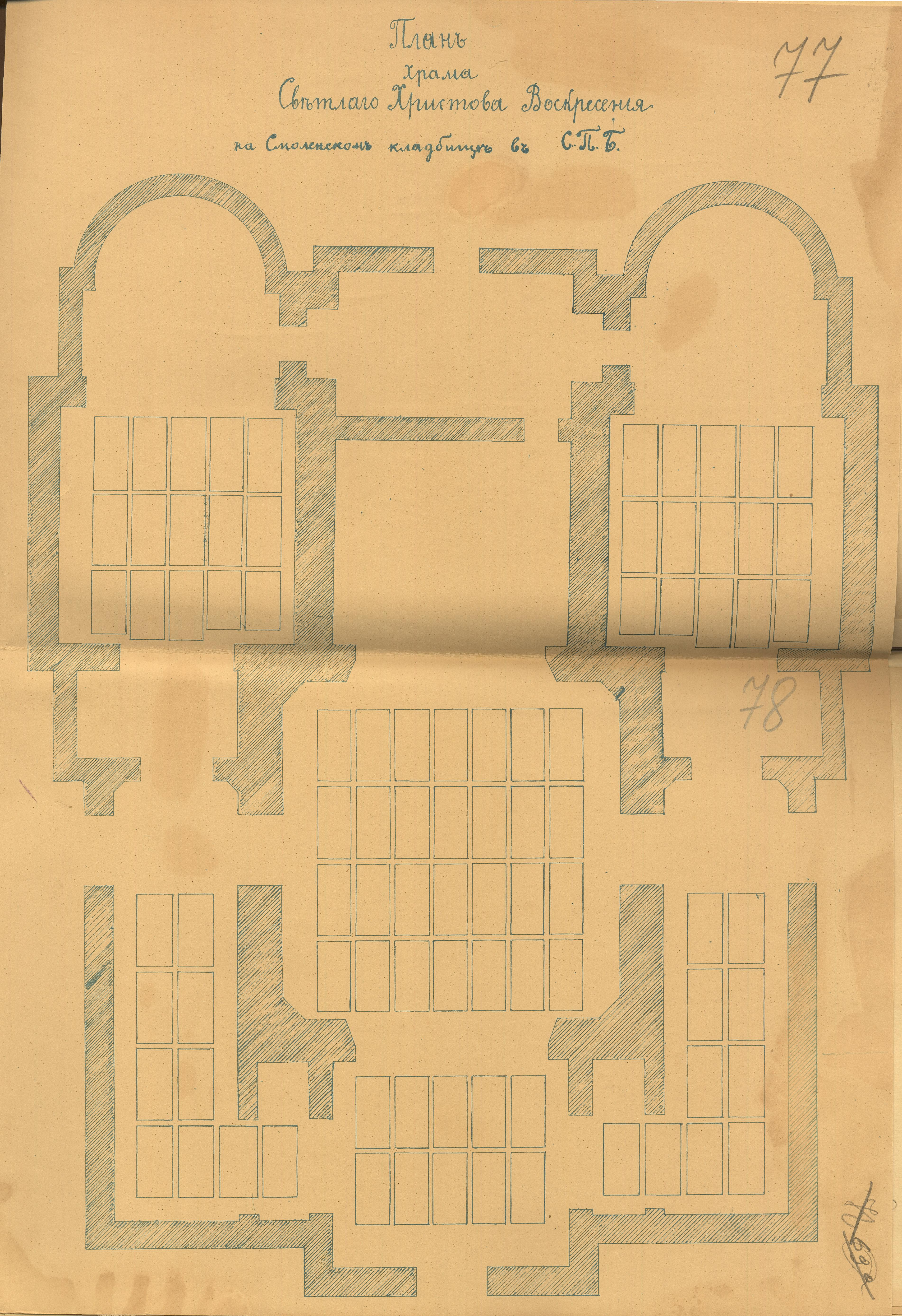
План храма Воскресения Христова
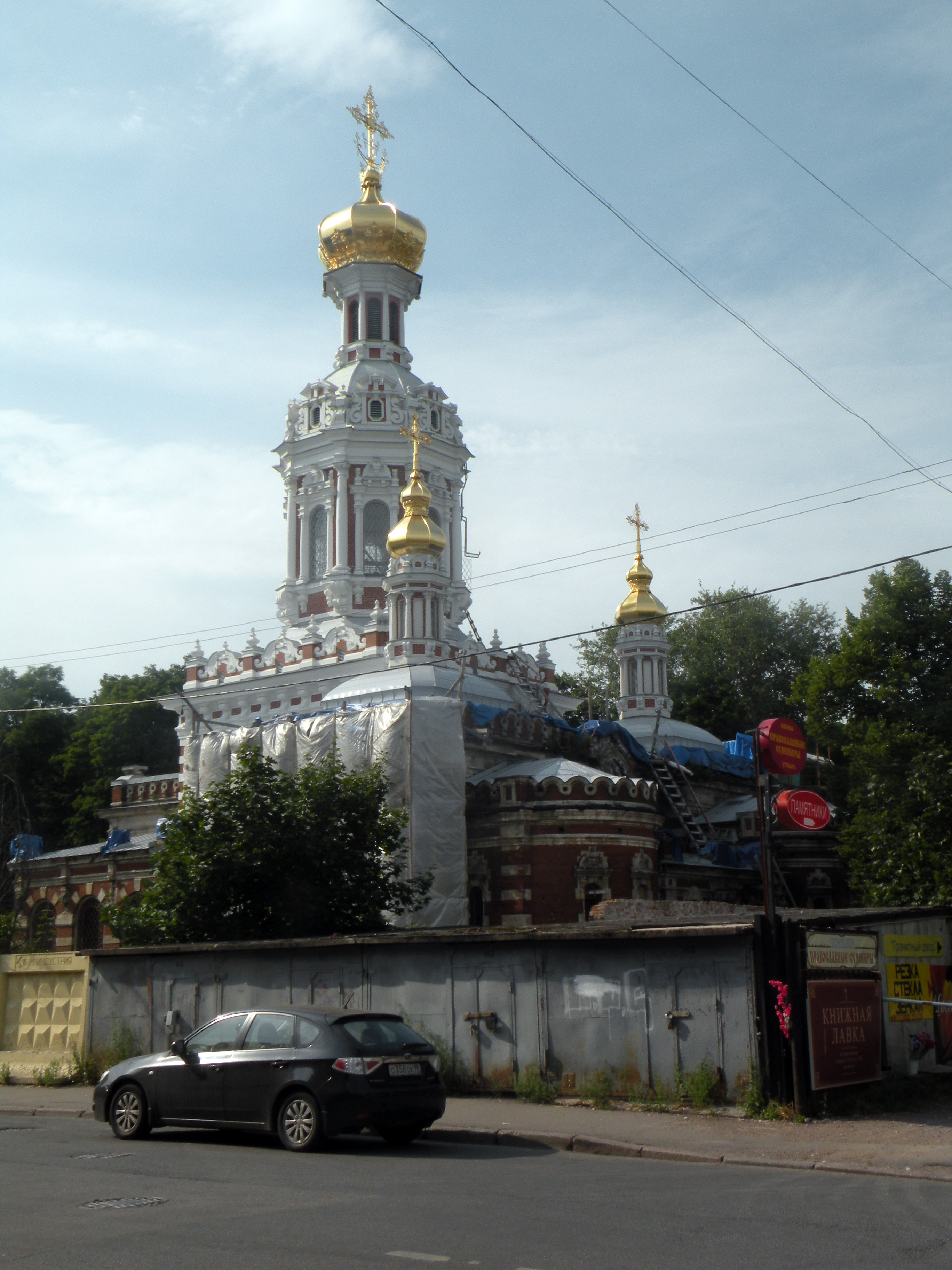
Храм Воскресения Христова на Камской ул.
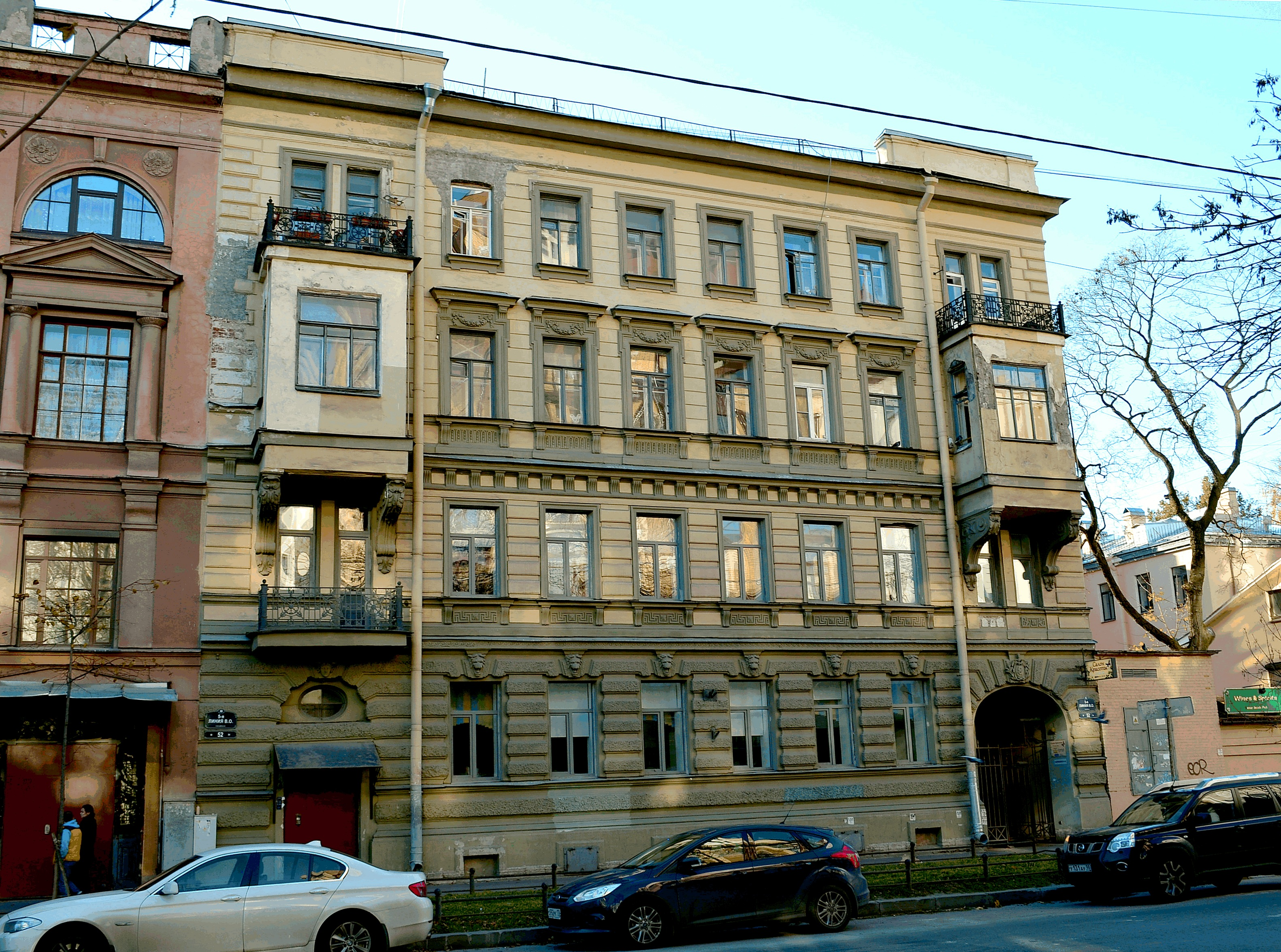
Дом Д. Е. Ершова, 5 линия В. О., 52